# Antonio Amaya
|  | Aquest article tracta sobre el cantant de copla. Si cerqueu el futbolista madrileny, vegeu «Antonio Amaya Carazo». |

 Antonio Peláez, conegut artísticament com a Antonio Amaya (Granada, 1924 - Sitges, 18 de maig del 2012) va ser un ballarí i cantant de copla andalús. És considerat un dels millors intèrprets del gènere de la segona meitat del segle xx, conegut per èxits com Mi vida privada, Doce cascabeles i La niña ciega.
Des de petit, Antonio Amaya va tenir clara la seva vocació de convertir-se en artista. El 1947 va marxar cap a Barcelona, on va començar a treballar en un espectacle de varietats. Aquest mateix any va signar un contracte discogràfic amb la companyia Gramófono Odeón, per a la qual va enregistrar les seves primeres cançons, escrites pel Mestre Algarra (Doña Luz de Lucena, Yo quiero estar a tu vera, La Medallona). En aquesta mateixa ciutat va portar al teatre l'espectacle "Bronce y oro", que finalitzaria al març del 1947. El seu èxit va ser ràpid: al juliol del 1950, el  Teatre Victòria de Barcelona ja li ret homenatge i li lliura el llaç d'or per portar dos anys consecutius d'èxits a la ciutat comtal.
L'èxit més gran d'Amaya arribaria, però, el 1952, amb un pasdoble original de Freire, García Cabello i Juan Solano: Doce cascabeles, que va ser el gran llançament de la seva carrera. Li seguirien títols com la marxa ¡Ay, infanta Isabel!, el Romance a Joselito, El bule-bule, La mare mía, Sombrerito, sombrerito o el pasdoble La reina Juana. Va muntar nombrosos espectacles com a primera figura, sobretot a Barcelona, on va recollir més èxits, però també en altres ciutats, com València, on va ser molt estimat i reconegut de manera especial. Va ser bon amic i company d'escenari de Rafael Conde, El Titi. Després de l'etapa als escenaris, va passar a organitzar espectacles en els quals ell no actuava, sinó que feia d'empresari.
El 1978 va ser el primer home a posar nu per a una revista gai a l'Estat espanyol.
Va morir el 18 de maig del 2012 en una residència de Sitges (Garraf), on vivia retirat de feia dècades.